# Eitelsbacher Straße
Die Eitelsbacher Straße ist die Hauptstraße im Trierer Stadtbezirk Eitelsbach, nach dem sie benannt ist. Die Straße geht unmittelbar in die Straße „Auf Schwarzfeld“ in Richtung Trier-Ruwer über.

## Geschichte
Der seit 1238 nachgewiesene Ortsname Eitelsbach leitet sich vom gleichnamigen Bach (früher auch: Isolsbach) ab. Vor der Eingemeindung von Eitelsbach hieß die Straße „Hauptstraße“.
An der Straße befinden sich verschiedene historische Kulturdenkmäler aus dem 19. Jahrhundert, darunter vor allem Winzer- und ehemalige Bauernhäuser. An der angrenzenden Mertersdorfer Straße steht die katholische Filialkirche Vierzehn Nothelfer. Im weiteren Umfeld von Eitelsbach liegen viele Weingüter, unter anderem das Weingut Karthäuserhof und der Duisburger Hof.